# Saint-Georges-des-Sept-Voies

Saint-Georges-des-Sept-Voies este o comună în departamentul Maine-et-Loire, Franța. În 2009 avea o populație de 689 de locuitori.